# إعادة تدوير البطاريات
إعادة تدوير البطاريات هي عملية تهدف إلى تقليل عدد البطاريات التي يتم التخلص منها كنفايات صلبة منزلية. إذ تحتوي البطاريات على عدد من المعادن الثقيلة والمواد الكيميائية السامة، والتخلص منها بنفس طريقة النفايات المنزلية العادية يثير مخاوف تتعلق بتلوث التربة والمياه.
وعلى الرغم من أن إعادة التدوير تساعد في تقليل كمية الملوثات الناتجة عن طرق التخلص التقليدية مثل الردم الصحي والحرق، إلا أنها قد تؤدي أيضًا إلى إطلاق مواد ضارة من البطاريات إلى البيئة، وقد تُعرّض العاملين في منشآت إعادة التدوير إلى مخاطر صحية.

## إعادة تدوير البطاريات حسب النوع
معظم أنواع البطاريات يمكن إعادة تدويرها، لكن بعض الأنواع يُعاد تدويرها بشكل أكبر من غيرها، مثل بطاريات الرصاص الحمضية الخاصة بالسيارات، حيث يُعاد تدوير ما يقارب 90% منها، وبطاريات الأزرار، وذلك بسبب قيمة المواد الكيميائية فيها وسُميّتها. تشمل البطاريات القابلة لإعادة التدوير أيضًا:
- بطاريات النيكل–كادميوم (NiCd)
- بطاريات هيدريد النيكل والمعدن (NiMH)
- بطاريات الليثيوم–أيون (Li-ion)
- بطاريات النيكل–زنك (NiZn)

أما البطاريات القلوية ذات الاستخدام الواحد، فهي تشكّل الغالبية العظمى من استخدام المستهلكين، إلا أنه لا توجد حتى الآن طريقة لإعادة تدويرها دون تكاليف إضافية. وتختلف إرشادات التخلص من هذه البطاريات حسب كل منطقة. أظهرت دراسة أوروبية حول إعادة تدوير البطاريات القلوية أن العملية مفيدة بيئيًا، لكنها مكلفة مقارنةً بالتخلص التقليدي منها. كما أن بطاريات الزنك–الكربون والزنك–الهواء تُعاد تدويرها من خلال نفس العملية. في عام 2017، أعاد المستهلكون في الاتحاد الأوروبي تدوير ما يقارب نصف البطاريات المحمولة التي اشتروها.

### بطاريات الرصاص الحمضية
تشمل بطاريات الرصاص الحمضية، ولكن لا تقتصر على: بطاريات السيارات، بطاريات عربات الغولف، بطاريات أنظمة الطاقة غير المنقطعة، بطاريات الرافعات الشوكية الصناعية، بطاريات الدراجات النارية، والبطاريات التجارية. وقد تكون هذه البطاريات من النوع التقليدي المفتوح، أو من نوع البطاريات المختومة، أو البطاريات الهلامية، أو بطاريات الحصيرة الزجاجية الماصة.
يعاد تدوير هذه البطاريات من خلال طحنها، ومعادلة الحمض الموجود فيها، ثم فصل البوليمرات عن الرصاص. وتُستخدم المواد المسترجعة في العديد من التطبيقات، بما في ذلك تصنيع بطاريات جديدة. الرصاص الموجود في هذه البطاريات قابل لإعادة التدوير، ولكن لأنه عنصر سام، ينبغي منعه من الوصول إلى مجرى النفايات.
يصنع غلاف بطارية الرصاص الحمضية غالبًا من البولي بروبيلين أو بلاستيك، وهما أيضًا قابلان لإعادة التدوير، رغم وجود قيود كبيرة على إعادة تدوير المواد البلاستيكية عمومًا.
توفر العديد من المدن خدمات إعادة تدوير بطاريات الرصاص الحمضية. وفي بعض الولايات الأمريكية والمقاطعات الكندية، تُفرض وديعة قابلة للاسترداد على البطاريات، وذلك لتشجيع إعادة تدوير البطاريات القديمة بدلاً من التخلص منها. وغالبًا ما تقوم الشركات التي تبيع بطاريات سيارات جديدة بجمع البطاريات المستخدمة، وقد يُطلب منها ذلك قانونيًا.
وفقًا لدراسة أُجريت عام 2019 بتكليف من مجلس البطاريات، والتي استخدمت بيانات من وزارة التجارة الأمريكية حول استيراد وتصدير رصاص البطاريات الخردة، فقد تم استرجاع 99.0% من الرصاص المتبقي في بطاريات الرصاص الحمضية في الولايات المتحدة بين عامي 2014 و2018، بعد خصم الصادرات الصافية من رصاص البطاريات. وتشير البيانات إلى أن 15.5 مليار رطل من رصاص البطاريات تم استهلاكه خلال تلك الفترة، منها حوالي 2 مليار رطل تم تصديره، و13.5 مليار رطل من أصل 13.6 مليار تم إعادة تدويرها داخل الولايات المتحدة.
أفادت وكالة حماية البيئة الأمريكية أن معدلات إعادة التدوير كانت متفاوتة في السنوات السابقة، حسب السياسات والإدارات الحكومية المختلفة. ففي عام 1987، ذكرت الوكالة أن الظروف الاقتصادية والتنظيمية ساهمت في تحقيق نسب إعادة تدوير بلغت 97% في 1965، وأكثر من 83% في 1980، و61% في 1983، وحوالي 70% في 1985.
وفي تقرير آخر للوكالة صدر عام 1992، تبين أن بطاريات الرصاص تُشكل حوالي 80% من استخدام الرصاص في الولايات المتحدة، وأن 60% منها يُعاد تدويره في أوقات انخفاض أسعار الرصاص، وتزيد النسبة في أوقات ارتفاع الأسعار. وقد خلص التقرير إلى أن 50% من احتياجات الولايات المتحدة من الرصاص يتم تلبيتها من خلال الرصاص المعاد تدويره.

### بطاريات أكسيد الفضة
تُستخدم بطاريات أكسيد الفضة غالبًا في الساعات، والألعاب، وبعض الأجهزة الطبية. تحتوي هذه البطاريات على كمية صغيرة من الزئبق، ولهذا تُنظم معظم السلطات طريقة التعامل معها والتخلص منها بهدف تقليل تسرب الزئبق إلى البيئة. يمكن إعادة تدوير بطاريات أكسيد الفضة لاسترجاع الزئبق باستخدام طرق علم الفلزات المائي وعلم الفلزات الحراري.
أما بطاريات أكسيد الفضة الحديثة، فلم تعد تحتوي على الزئبق، وبالتالي فإن عملية إعادة تدويرها لم تعد تثير القلق من ناحية إطلاق الزئبق في البيئة.

### بطاريات الليثيوم أيون
تشير ورقة بحثية نُشرت عام 2019 إلى أن معظم بطاريات الليثيوم أيون (Li-ion) كانت تُعاد تدويرها آنذاك. وتحتوي هذه البطاريات على عناصر ثمينة مثل الليثيوم والنحاس والألمنيوم عالي النقاء، وقد تحتوي أيضًا على معادن نادرة مثل الكوبالت والنيكل، حسب نوع المادة الفعالة فيها. تُستخدم بطاريات الليثيوم أيون على نطاق واسع في الأجهزة الإلكترونية والأدوات الكهربائية المحمولة والمركبات الكهربائية وأنظمة تخزين الطاقة.
وللوقاية من حدوث نقص مستقبلي في عناصر مثل الكوبالت والنيكل والليثيوم، ولتحقيق دورة حياة مستدامة لهذه التكنولوجيا، أصبح تطوير عمليات إعادة تدوير بطاريات الليثيوم أمرًا ضروريًا. ويجب أن تستعيد هذه العمليات ليس فقط الكوبالت والنيكل والنحاس والألمنيوم من البطاريات المستهلكة، بل أيضًا نسبة كبيرة من الليثيوم. وتشمل مواد أخرى ذات قيمة يمكن استرجاعها الغرافيت والمنغنيز. حاليًا، تتراوح كفاءة استرجاع المواد من بطاريات الليثيوم أيون بين 25% و96% حسب التقنية المستخدمة. ولتحقيق هذه النتائج، يتم تنفيذ سلسلة من العمليات المعقدة مع مراعاة إجراءات السلامة الصارمة.
تشمل مراحل إعادة التدوير ما يلي:
- إلغاء تنشيط البطارية أو تفريغها من الشحنة الكهربائية (خصوصًا في بطاريات المركبات الكهربائية)
- تفكيك أنظمة البطاريات (خاصة الأنظمة الكبيرة للمركبات الكهربائية)
- المعالجة الميكانيكية (وتشمل التكسير، الفرز، الغربلة).[21]
- استخلاص الإلكتروليت[22]
- استخلاص المعادن (بما في ذلك العمليات الهيدروميتالورجية، والعمليات البيروميتالورجية، أو إعادة التدوير المباشر)

## طرق التدوير

### العمليات الهيدروميتالورجية
تُستخدم واحدة أو أكثر من عمليات استخلاص المعادن هذه لاسترجاع المعادن الأساسية من نفايات البطاريات. في الطرق الهيدروميتالورجية، تُستخلص المعادن أولًا في محلول مائي، عادةً باستخدام أحماض (مثل حمض الكبريتيك) وبيروكسيد الهيدروجين كعامل مختزل. بعد ذلك، تُستخرج المعادن بشكل انتقائي على هيئة أملاح مترسبة.
تتمتع العمليات الهيدروميتالورجية بعدة مزايا، مثل انخفاض استهلاك الطاقة، وتكلفة منخفضة، وانبعاثات غازية ضارة قليلة نسبيًا.
ومع ذلك، فإن استخدام الأحماض الخطرة في أثناء عملية الاستخلاص يثير مخاوف تتعلق بالسلامة. كما أن هذه الطريقة تتطلب معالجة معقدة وشاملة لترسيب كل معدن على حدة بشكل انتقائي.

### العمليات البيروميتالورجية
على غرار الطرق الهيدروميتالورجية، تهدف معظم عمليات إعادة التدوير البيروميتالورجية بشكل رئيسي إلى استعادة المعادن القيمة (خصوصًا الليثيوم والكوبالت والنيكل) من قطب الكاثود في البطارية. لذلك، غالبًا ما تكون الخطوة الأولى هي فصل مادة الكاثود عن باقي مكونات الخلية، مثل المواد الرابطة البوليمرية، محاليل الإلكتروليت العضوية، ومجمعات التيار المصنوعة من رقائق الألمنيوم.
يمكن تقسيم خطوة الفصل هذه إلى فئتين في العمليات البيروميتالورجية التقليدية:
- الحرق: يتم فيه حرق المكونات العضوية في بيئة غنية بالأكسجين.
- التحلل الحراري: يتم فيه تحلل المكونات العضوية دون وجود الأكسجين.[24]

ورغم أن الحرق يتطلب درجات حرارة أقل ووقتًا أقصر، إلا أن التحلل الحراري يتميز بانبعاثات أقل من CO وCO₂، بالإضافة إلى إمكانية استرجاع بعض المركبات العضوية (مثل الإلكتروليتات المحتوية على الفلور) من خلال جمع ومعالجة الغازات المنبعثة.
بعد تحلل المكونات العضوية، يمكن فصل مادة الكاثود عن مجمع التيار (الألمنيوم) لتحميصها، أو يمكن استخدام الكاثود ومجمع التيار معًا في عملية الصهر. كما يمكن إجراء الصهر دون أي معالجة أولية باستخدام الخلية كاملة، ولكن هذا يتطلب خطوات إضافية منخفضة الحرارة لتفادي الانفجارات الناتجة عن التبخر السريع للإلكتروليت.
في عمليات الصهر، تُستخدم درجات حرارة عالية (عادة أكثر من 1000 درجة مئوية) لصهر خليط الكاثود والألمنيوم، الذي يتفاعل بعد ذلك مع مزيج الخبث (غالبًا مزيج CaO-SiO₂-Al₂O₃) لتكوين سبيكة غنية بالمعادن الانتقالية (كوبالت، نيكل، حديد، نحاس). يمكن بعد ذلك تنقية هذه السبيكة باستخدام طرق الإذابة التقليدية لعزل وتنقية المعادن. لا يمكن للعملية التقليدية استرجاع الليثيوم أو المنغنيز، حيث تتجمع هذه العناصر في الخبث، لكن تم اقتراح تعديلات على نظام الخبث (مثل استخدام MnO-SiO₂-Al₂O₃) لتمكين استرجاع هذه المعادن أيضًا.
أما في عمليات التحميص (Roasting)، فيتم تسخين مادة الكاثود في وجود:
- مصدر كربوني (تفاعل كربوحراري مثل إنتاج الحديد من خاماته).
- أو مركبات ملحية (غالبًا كبريتات أو كلوريدات) لإنتاج أشكال قابلة للاستخلاص من المعادن المستهدفة.

في التحميص الكربوحراري، يتم إنتاج سبيكة معدنية مختلطة مشابهة لتلك الناتجة عن الصهر ولكن عند درجات حرارة أقل (650–1000 درجة مئوية). أما في التحميص باستخدام الأملاح، فإن التفاعل بين الكاثود والأملاح ينتج مركبات معدنية قابلة للذوبان في الماء، ويمكن استخلاصها بسهولة، وأحيانًا عند درجات حرارة منخفضة تصل إلى 200 درجة مئوية.
كلا الأسلوبين يتيحان أيضًا استرجاع الليثيوم من البطاريات المستهلكة، لأن الليثيوم يخضع لتفاعلات مشابهة لتلك الخاصة بالمعادن الانتقالية.
وبسبب مرونتها وسهولة توسيع نطاقها، تُعتبر البيروميتالورجيا من أكثر التقنيات استخدامًا في إعادة تدوير بطاريات الليثيوم أيون، وتُستخدم من قبل شركات مثل Umicore وSony وGEM.
ورغم أن هذه الطريقة تنتج نفايات أقل خطورة مقارنة بالهيدروميتالورجيا، إلا أنها تعاني من عيوب تتعلق بتكاليفها الرأسمالية العالية، واستهلاكها الكبير للطاقة، بالإضافة إلى انبعاثات كبيرة من ثاني أكسيد الكربون أثناء العملية.

### إعادة التدوير المباشر
إعادة التدوير المباشر هي طريقة حديثة في إعادة تدوير البطاريات تركز على تجديد مواد الكاثود مباشرةً دون الإضرار بالتركيب البلوري. تختلف هذه الطريقة عن الطرق الهيدروميتالورجية والبيروميتالورجية الحالية، التي تقوم بتفكيك الكاثود إلى مواد أولية وتتطلب معالجة لاحقة لإعادة تصنيع مواد الكاثود. الحفاظ على تركيب الكاثود يمثل زيادة مهمة في الكفاءة، لأنه ينتج منتجًا ذا قيمة أعلى مقارنة بطرق التدوير الأخرى.
للقيام بإعادة التدوير المباشر، يجب فصل "الكتلة السوداء" للكاثود (التي تحتوي على معادن حيوية مثل الليثيوم والكوبالت والمنغنيز والنيكل) عن باقي مكونات البطارية. طرق الفصل التقليدية، وخاصة تمزيق البطارية، غير كافية لأنها تدخل شوائب في الكاثود. تشمل طرق الفصل البديلة استخدام المذيبات لاسترجاع الكتلة السوداء. معظم المذيبات العضوية التي تم دراستها لهذه العملية سامة وتشكل مخاطر على الإنسان والبيئة. ويُعد تحديد مذيبات أكثر أمانًا وفعالية لفصل الكتلة السوداء موضوع بحث جاري.
بمجرد الحصول على الكتلة السوداء للكاثود، تخضع المادة لعملية إعادة الليثيوم لإعادة إدخال الليثيوم الذي "يفقد" أثناء استخدام البطارية واستعادة سعة الكاثود الأصلية. يمكن تنفيذ هذه العملية بعدة طرق مختلفة، بما في ذلك إعادة الليثيوم في الحالة الصلبة، أو إلكتروكيميائيًا، أو باستخدام محلول. على الرغم من أن إعادة التدوير المباشر لم تُطرح تجاريًا بعد، تشير الأبحاث إلى قدرتها على استعادة مواد الكاثود إلى سعتها وأدائها الكهربائيين الأصليين.

## المخاطر المحتملة
تشمل المخاطر المحددة المرتبطة بعمليات إعادة تدوير بطاريات الليثيوم أيون مخاطر كهربائية وكيميائية وحرارية، بالإضافة إلى التفاعلات المحتملة بينها. أحد العوامل المعقدة هو الحساسية للماء: سداسي فلوروفوسفات الليثيوم وهو مادة محتملة للإلكتروليت، يتفاعل مع الماء ليشكل حمض الهيدروفلوريك؛ لذلك غالبًا ما تُغمر الخلايا في مذيب لمنع ذلك. بعد إزالتها، تُفصل لفائف الجيلي وتُزال المواد بواسطة التحريك بالموجات فوق الصوتية، مما يترك الأقطاب الكهربائية جاهزة للذوبان وإعادة التدوير.
الخلايا المغلفة (Pouch cells) أسهل في إعادة التدوير لاستعادة النحاس، رغم وجود مشكلات أمان كبيرة.

### التجديد الميداني
التجديد الميداني هو طريقة جديدة لتمديد العمر القابل للاستخدام لبطاريات الليثيوم أيون وأنواع أخرى من بطاريات أيونات المعادن. بالمقارنة مع إعادة التدوير المباشرة، لا تهدف هذه الطريقة بشكل مباشر إلى تصحيح العيوب الهيكلية في المادة النشطة للقطب الموجب، مثل تكوين هياكل بلورية غير نشطة، احتجاز الليثيوم، أو الكسور الدقيقة، بل تقوم بإدخال كمية إضافية من الليثيوم إلى المادة النشطة للقطب السالب، مما يصحح نقص الليثيوم. لا تتطلب هذه الطريقة تفكيك البطاريات بالكامل، لكنها تحتاج إلى تبادل الإلكتروليت داخل وخارج الخلية، مما يتطلب تغييرًا في طريقة التعامل مع الخلايا على مستوى التعبئة لتلائم ذلك. ونظرًا لنطاق التصحيح المحدود الذي يمكن أن توفره هذه الطريقة، فهي تناسب المواد التي يكون آلية تدهورها غالبًا بسبب فقدان الليثيوم المحتجز مثل فوسفات حديد الليثيوم (LFP).
إحدى طرق التجديد هذه هي استخدام LiSO2CF3 المذاب في الإلكتروليت، والذي يتحلل أثناء الشحن كما يلي:
Li⁺(مائي) + SO2CF3⁻ (مائي) → Li (في القطب السالب) + SO2 (غاز) + C2F6 (غاز).
تؤدي هذه الطريقة إلى ترسيب أيونات Li⁺ إضافية في القطب السالب، مما يعيد تزويد الليثيوم المفقود أثناء دورات الشحن والتفريغ، مع السماح بإخراج الغازات الزائدة. أظهرت هذه الطريقة نتائج جيدة، حيث أظهرت خلية LFP مغلفة قدرة تبلغ 96% بعد التحديث السادس للبطارية عند 11,818 دورة خلال التجارب المعملية عند سرعة 1C. لم يتم تسويق هذه الطريقة تجاريًا بعد، لكنها تقدم آفاقًا واعدة لاستدامة تكنولوجيا البطاريات على المدى الطويل.

### المواد المستردة
استخلاص الليثيوم من البطاريات القديمة يكلف خمس مرات أكثر من الليثيوم المستخرج من المناجم. مع ذلك، تم إثبات إمكانية استخلاص الليثيوم من بطاريات الليثيوم أيون في تجهيزات صغيرة من قبل جهات مختلفة، وكذلك على نطاق الإنتاج بواسطة شركات إعادة تدوير مواد البطاريات مثل Electra Battery Materials وRedwood Materials Inc.
جزء أساسي من اقتصاديات إعادة التدوير هو قيمة الكوبالت المسترد. قد يؤدي عمل المصنعين على إزالة الكوبالت من منتجاتهم إلى عواقب غير مقصودة تتمثل في تقليل عمليات إعادة التدوير. هناك نهج جديد يتمثل في الحفاظ على الهيكل البلوري للقطب الموجب، مما يلغي التكلفة الطاقية الكبيرة لإعادة إنشائه. نهج آخر يستخدم الموجات فوق الصوتية لفصل مكونات القطب الموجب الفردية.
بينما تركز معظم جهود إعادة التدوير على مواد القطب الموجب لقيمتها الاقتصادية العالية، قد يؤدي إعادة تدوير مكونات البطارية الإضافية إلى تحسين الاستدامة العامة لبطاريات الليثيوم أيون. أظهرت الدراسات أن مكونات مثل غلاف البطارية، جامعات التيار، الإلكتروليت، والفواصل لديها إمكانية إعادة التدوير مع المزيد من البحث في طرق المعالجة. بالإضافة إلى ذلك، فإن إعادة تدوير مواد القطب السالب (خصوصًا الجرافيت) يمكن أن تزيد بشكل كبير من استرداد الليثيوم من البطاريات المستعملة، لأن الكثير من الليثيوم "المفقود" أثناء استخدام البطارية ينتهي به المطاف في القطب السالب.

### الأبحاث
يمكن لحلول التوفير في الطاقة وإعادة التدوير الفعّالة لبطاريات الليثيوم أيون أن تقلل بشكل كبير من البصمة الكربونية لإنتاج هذه البطاريات. حتى عام 2022، تعمل عدة منشآت وتُبنى أخرى، منها منشأة فريدستاد في النرويج، ومنشأة معالجة الكتلة السوداء في ماجدبورغ، ألمانيا في عام 2023.
في أوائل عام 2022، أظهر بحث نُشر في مجلة Joule أن إعادة تدوير بطاريات الليثيوم أيون الحالية عبر التركيز على طريقة تجديد القطب الموجب تؤدي إلى أداء مشابه للبطاريات التي تحتوي على أقطاب موجبة مصنوعة من المواد الأصلية. أظهرت الدراسة أن البطاريات التي تستخدم القطب الموجب المعاد تدويره تشحن بشكل أسرع وتدوم لفترة أطول من البطاريات الجديدة.
بحلول عام 2023، تجاوزت عدة شركات مرحلة البحث وأنشأت خطوط معالجة لإعادة تدوير كميات تجارية من بطاريات الليثيوم أيون. في مصنعها التجريبي في نيفادا، تمكنت شركة Redwood Materials من استرداد أكثر من 95% من المعادن المهمة (بما في ذلك الليثيوم والكوبالت والنيكل والنحاس) من 230,000 كغم (500,000 رطل) من حزم بطاريات NiMH وليثيوم أيون القديمة.
مؤخرًا، أظهر بحث من مختبر غونتر روبريشتَر أن النيكل المستعاد من مسحوق القطب الموجب لبطاريات المستعملة يمكن ترقيته إلى محفز (Ni/η-Al2O3)، والذي يمكنه إنتاج وقود صناعي (الميثان) عبر هدرجة ثاني أكسيد الكربون عند درجة حرارة منخفضة نسبياً تبلغ 250 درجة مئوية، مما يقلل من النفايات الإلكترونية ويدعم الطاقة النظيفة واستخدام ثاني أكسيد الكربون.

## تركيب البطاريات حسب النوع
1. الخط المائل يشير إلى أنواع البطاريات على شكل أزرار.
2. الخط العريض يشير إلى الأنواع القابلة لإعادة الشحن (الثانوية).
3. جميع الأرقام تمثل نسبًا مئوية؛ وبسبب التقريب قد لا تصل إلى 100% بالضبط.

| النوع                    | Fe   | Mn   | Ni  | Zn   | Hg  | Li | Ag | Cd | Co | Al  | Pb  | أخرى | KOH | ورق | بلاستيك | قلوية | C    | أحماض | ماء  | أخرى |
| ------------------------ | ---- | ---- | --- | ---- | --- | -- | -- | -- | -- | --- | --- | ---- | --- | --- | ------- | ----- | ---- | ----- | ---- | ---- |
| قلوية                    | 24.8 | 22.3 | 0.5 | 14.9 |     |    |    |    |    | 1.3 |     | 1    | 2.2 | 5.4 | 3.7     |       | 10.1 | 14    |      |      |
| زنك-كربون                | 16.8 | 15   |     | 19.4 |     |    |    |    |    | 0.1 | 0.8 |      | 0.7 | 4   | 6       | 9.2   |      | 12.3  | 15.2 |      |
| ليثيوم                   | 50   | 19   | 1   |      |     | 2  |    |    |    | 7   |     | 2    |     |     | 19      |       |      |       |      |      |
| أكسيد الزئبق             | 37   | 1    | 1   | 14   | 31  |    |    |    |    | 2   |     | 3    |     | 1   |         | 3     | 7    |       |      |      |
| زنك-هواء                 | 42   |      |     | 35   | 1   |    |    |    |    |     |     |      | 4   | 4   | 1       |       | 10   | 3     |      |      |
| ليثيوم                   | 60   | 18   | 1   |      |     | 3  |    |    |    | 3   |     | 2    |     |     | 13      |       |      |       |      |      |
| قلوية                    | 37   | 23   | 1   | 11   | 0.6 |    |    |    |    | 6   | 2   | 2    |     | 6   | 14      |       |      |       |      |      |
| أكسيد الفضة              | 42   | 2    | 2   | 9    | 0.4 |    | 31 |    |    | 4   |     | 2    | 1   | 0.5 |         | 2     | 4    |       |      |      |
| نيكل-كادميوم             | 35   |      | 22  |      |     |    | 15 |    |    | 10  | 2   |      |     | 5   | 11      |       |      |       |      |      |
| نيكل-معدني هيدريد (NiMH) | 20   | 1    | 35  | 1    |     |    | 4  |    | 10 |     | 9   | 4    |     | 8   | 8       |       |      |       |      |      |
| ليثيوم-أيون              | 22   |      |     | 3    |     |    | 18 | 5  |    | 11  |     |      | 13  |     | 28      |       |      |       |      |      |
| رصاص-حمض                 |      |      |     |      |     |    |    |    |    | 65  | 4   |      | 10  |     | 16      |       | 5    |       |      |      |